# Panza (dolce)
La panza (anche conosciuta come pancion o pancia) è un dolce a base di cacao e marmellata di fichi originario di Civitella di Romagna. Questo dolce è tradizionalmente preparato in occasione della Festa di Ognissanti e rientra tra i prodotti tipici della tradizionale Fiera dei Santi. 

## Preparazione
L'impasto contiene cacao amaro, marmellata di fichi, margarina vegetale, canditi misti, mandorle, uvetta, a cui si aggiunge una tazzina di caffè, viene cotto in forno .